# زایون

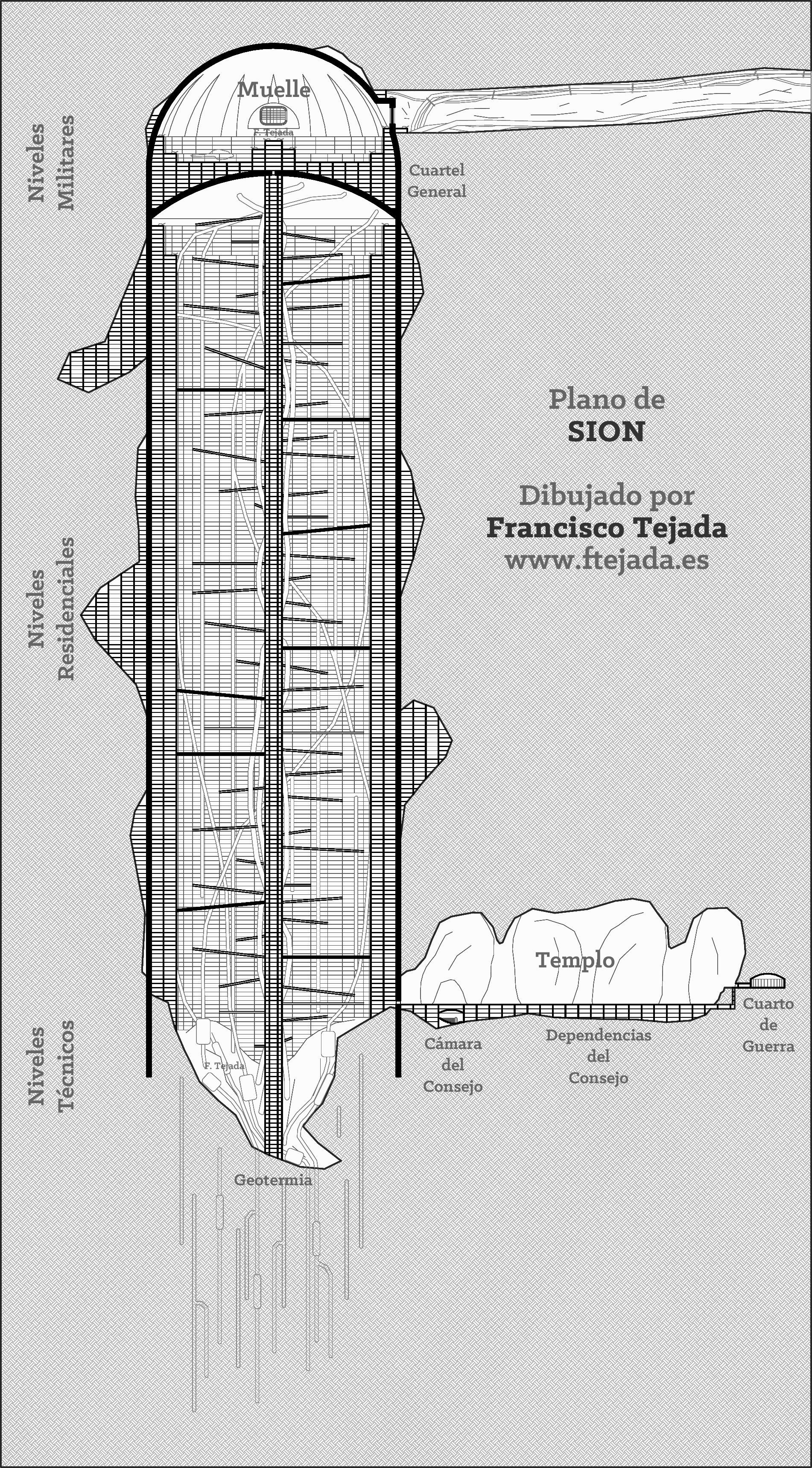
بلوپرینت شهر زایون

زایون (به انگلیسی: Zion) شهری خیالی در فیلم‌های ماتریکس است. زایون آخرین شهر انسان‌ها در زمین پس از یک جنگ هسته‌ای فاجعه‌بار بین بشر و ماشین‌ها است که منجر به ایجاد شکل‌های مصنوعی زندگی در جهان شده‌است. این شهر در واقع مجموعه‌ای عظیم از غارهایی است که در اعماق سطح سیاره ویران‌شده، نزدیک به هسته زمین، برای گرما، قدرت و محافظت شکل گرفته‌است.

## معنای مذهبی
استفان فالر در فراتر از ماتریکس می‌نویسد که مسیحیت غالب‌ترین موضوع مذهبی در فیلم‌های ماتریکس است و «زایون از نظر کتاب مقدس به عنوان شهر خدا در نظر گرفته می‌شود». کتاب فیلسوفان در ماتریکس کاوش می‌کنند می‌نویسد که «آخرین شهر انسانی باقی مانده، زایون، در یهودیت و مسیحیت مترادف با اورشلیم (آسمانی) است».

## مسائل نژادی
فالر می‌گوید که زایون به عنوان تضاد با ماتریکس ارائه می‌شود، «حوزه نژادی زایون نسبت به آمریکای کنونی اروپایی و انگلیسی بسیار کمتر است. ما در حال تغییر پارادایم از رسانه نژادی ماتریکس هستیم، جایی که زیرمتن به وضوح در نهایت سیاه و سفید متضاد است، به دنیای خیالی زایون، که تحت تسلط افراد رنگین‌پوست است.» یکی از فصل‌های سه‌گانه ماتریکس: بارگذاری مجدد سایبرپانک می‌نویسد: «معنویت سیاه‌پوست در فیلم‌های ماتریکس با استفاده از استفاده از شهر زیرزمینی برای انسان‌های آزاد که عمدتاً سیاه‌پوستان هستند برانگیخته می‌شود و این رؤیای بردگان مسیحی شده را برای یافتن پناهگاهی امن در «سرزمین موعود» و باور راستافاریان در یک جامعه اتوپیایی را نشان می‌دهد.» فصل دیگری می‌نویسد: «بارگذاری مجدد ماتریکس «زندگی» سیاه‌پوستان را در صحنه‌ای به نمایش می‌گذارد که زمانی که جمعیت عمدتا سیاه‌پوست زایون درگیر رقص دیوانه‌وار با ریتم تند طبل می‌شوند یادآور ملودرام‌های بی‌شماری از جنگل‌های هالیوود است. در هالیوود، جنگ بین ساختگی و واقعیت در امتداد خطوط نژادی کشیده شده‌است.» آدیلیفو ناما در فضای سیاه: تصور مسابقه در فیلم علمی تخیلی، «به نظر می‌رسد سیاست نژادی زایون بر اساس مدل چند فرهنگی برابری و مشارکت نژادی باشد. در فضای زایون، یک آرمانشهر نژادی ارائه می‌شود که در آن سیاه‌پوستان، سفیدپوستان و سایر رنگین‌پوستان با هم زندگی و کار می‌کنند و در بسیاری از موارد سفیدپوستان تابع سیاه‌پوستان نیستند.»

## تمثیل پس از ۱۱ سپتامبر
تئوری ماتریکس می‌نویسد که پس از حملات ۱۱ سپتامبر، روایت از رویارویی با ماتریکس در فیلم ۱۹۹۹ به نجات زایون در دنباله‌های ۲۰۰۳ تغییر می‌کند: " ماتریکس ۲ و ۳ این فانتزی محافظه کارانه را با زایون به عنوان مکان محاصره‌شده ارزش‌ها و ماشین‌های اومانیستی با سلاح‌های وحشتناک کشتار جمعی خود بازی می‌کند که در نهایت آخرین بقایای استقلال بشر را تهدید می‌کند.»

## آیو
آیو (به انگلیسی: Io) خواهرخوانده جدید زایون در رستاخیزهای ماتریکس است.